# Galaktozilkeramidaza
Galaktozilkeramidaza (EC 3.2.1.46, cerebrozidna galaktozidaza, galaktocerebrozidna beta-galaktozidaza, galaktozilcerebrozidaza, galaktocerebroZidaza, keramidna galaktozidaza, galaktocerebrozidna galaktozidaza, galaktozilkeramidna beta-galaktozidaza, cerebrozidna beta-galaktozidaza, galaktozilkeramidaza I, beta-galaktozilkeramidaza, galaktocerebrozid-beta-D-galaktozidaza, laktozilkeramidaza I, beta-galaktocerebrozidaza, laktozilkeramidaza) je enzim sa sistematskim imenom D-galaktozil--acilsfingozin galaktohidrolaza. Ovaj enzim katalizuje sledeću hemijsku reakciju
-galaktozil--acilsfingozin + H2O {\displaystyle \rightleftharpoons } -galaktoza + keramid

## Literatura
- Nicholas C. Price; Lewis Stevens (1999). Fundamentals of Enzymology: The Cell and Molecular Biology of Catalytic Proteins (Third изд.). USA: Oxford University Press. ISBN 019850229X.
- Eric J. Toone (2006). Advances in Enzymology and Related Areas of Molecular Biology, Protein Evolution (Volume 75 изд.). Wiley-Interscience. ISBN 0471205036.
- Branden C; Tooze J. Introduction to Protein Structure. New York, NY: Garland Publishing. ISBN 0-8153-2305-0.
- Irwin H. Segel. Enzyme Kinetics: Behavior and Analysis of Rapid Equilibrium and Steady-State Enzyme Systems (Book 44 изд.). Wiley Classics Library. ISBN 0471303097.

## Spoljašnje veze
- Galactosylceramidase на 